# Graduate Texts in Mathematics
Graduate Texts in Mathematics (GTM) is een reeks wiskundeboeken die de uitgeverij Springer op de markt heeft gebracht sinds de vroege jaren 1970. In 2018 was de reeks gegroeid tot meer dan driehonderd genummerde delen. Ze worden uitgegeven op een standaardformaat met een stijve omslag en een uiteenlopend aantal bladzijden (in principe niet meer dan 500). Zoals bij de meeste wiskundereeksen van Springer is de omslag felgeel; in het geval van deze reeks is er ook een witte horizontale band.
Volgens de uitgever overbrugt de reeks de ruimte tussen passieve studie en creatief begrip op het niveau van de tweede universitaire cyclus. Auteurs worden aangemoedigd de stellingen en bewijzen ruim aan te vullen met proza dat de motieven, achtergronden en verbanden toelicht. De taalstandaard is Amerikaans-Engels.